# Bulbophyllum graveolens
Bulbophyllum graveolens é uma espécie de orquídea (família Orchidaceae) pertencente ao gênero Bulbophyllum. Foi descrita por Frederick Manson Bailey e Johannes Jacobus Smith em 1912.